# Saint-Cyr-en-Talmondais
Saint-Cyr-en-Talmondais ist eine französische Gemeinde mit 400 Einwohnern (Stand: 1. Januar 2022) im Département Vendée in der Region Pays de la Loire; sie gehört zum Arrondissement Les Sables d’Olonne und zum Kanton Mareuil-sur-Lay-Dissais (bis 2015: Kanton Moutiers-les-Mauxfaits). Die Einwohner werden Saint-Cyriens genannt.

## Geographie
Saint-Cyr-en-Talmondais liegt etwa 22 Kilometer südsüdöstlich von La Roche-sur-Yon. Der Lay bildet die östliche Gemeindegrenze. Umgeben wird Saint-Cyr-en-Talmondais von den Nachbargemeinden Saint-Vincent-sur-Graon im Norden und Nordwesten, La Bretonnière-la-Claye im Osten und Nordosten sowie Curzon im Süden und Südosten, Saint-Benoist-sur-Mer im Süden, La Jonchère im Südwesten sowie Le Givre im Westen.

## Bevölkerungsentwicklung
| Jahr                      | 1962 | 1968 | 1975 | 1982 | 1990 | 1999 | 2006 | 2012 |
| Einwohner                 | 366  | 329  | 283  | 277  | 274  | 301  | 386  | 350  |
| Quelle: Cassini und INSEE |      |      |      |      |      |      |      |      |

## Sehenswürdigkeiten
- Kirche Saint-Cyr-et-Sainte-Julitte
- Schloss La Court d'Aron aus dem 16. Jahrhundert, im 19. Jahrhundert umgebaut

## Persönlichkeiten
- Benjamin Fillon (1819–1881), Archäologe und Schriftsteller